# Genossenschaft Deutscher Bühnen-Angehöriger
Die Genossenschaft Deutscher Bühnen-Angehöriger (GDBA) ist die gewerkschaftliche Organisation der Bühnenangehörigen. In der GDBA sind über 7.000 Mitglieder des künstlerischen und künstlerisch-technischen Bereichs der Theater in Deutschland organisiert.

## Organisation
Hauptsitz der GDBA ist Hamburg. Sie ist regional in sieben Landesverbände gegliedert und erfasst die spezielle Berufsproblematik in den vier Berufsgruppen: Solo, Tanz, Opernchor und ATuV (Ausstattung, Technik und Verwaltung). Sie ist Tarifpartner des Arbeitgeberverbandes Deutscher Bühnenverein und trägt mit ihm die Bühnenschiedsgerichtsbarkeit, die Fachgerichte der Bühnen. Die Zeitschrift der GDBA trägt den Namen TOI TOI TOI. Außerdem war die GDBA Herausgeberin des jährlich erscheinenden Deutschen Bühnen-Jahrbuchs, das mittlerweile eingestellt wurde.

## Geschichte
Vom 17. bis 19. Juli 1871 tagte auf Initiative des Schauspielers Ludwig Barnay der Allgemeine deutsche Bühnen-Congress in Weimar, auf dem die Gründung der Genossenschaft zum 1. Dezember 1871 erfolgte.
Damit reagierte man auf die bevorstehende Verabschiedung einer Hausordnung durch den Arbeitgeberverband Deutscher Bühnenverein sowie die allgemein wesentlich schlechtere Stellung der Bühnenkünstler gegenüber der Arbeiterschaft.
Das Gründungsprogramm forderte:
- Schaffung eines Konzessionsgesetzes, um die Zulassung der Theaterleiter von deren Eignung abhängig zu machen,
- Schaffung eines Theatergesetzes, um die Bühnenangehörigen vor Willkür des Theaterleiters zu schützen,
- Gründung eines Pensionsfonds
- Ausarbeitung eines Vertragsformulares (Einheitliche Contracts-Bestimmungen).

Später kamen zahlreiche weitere Forderungen dazu, zum Beispiel Regelung der Fachverträge, Beschäftigungsanspruch, Mitteilungspflicht-Abkommen, Saisonverträge und Frauenschutz. Im Laufe der Jahre kam es zu langwierigen Verhandlungen mit dem Deutschen Bühnenverein. Als 1909 die Delegierten dem Entwurf eines Bühnenvertrages nicht zustimmten, wurden alle Verhandlungen abgebrochen und erst nach dem Ersten Weltkrieg wieder aufgenommen.

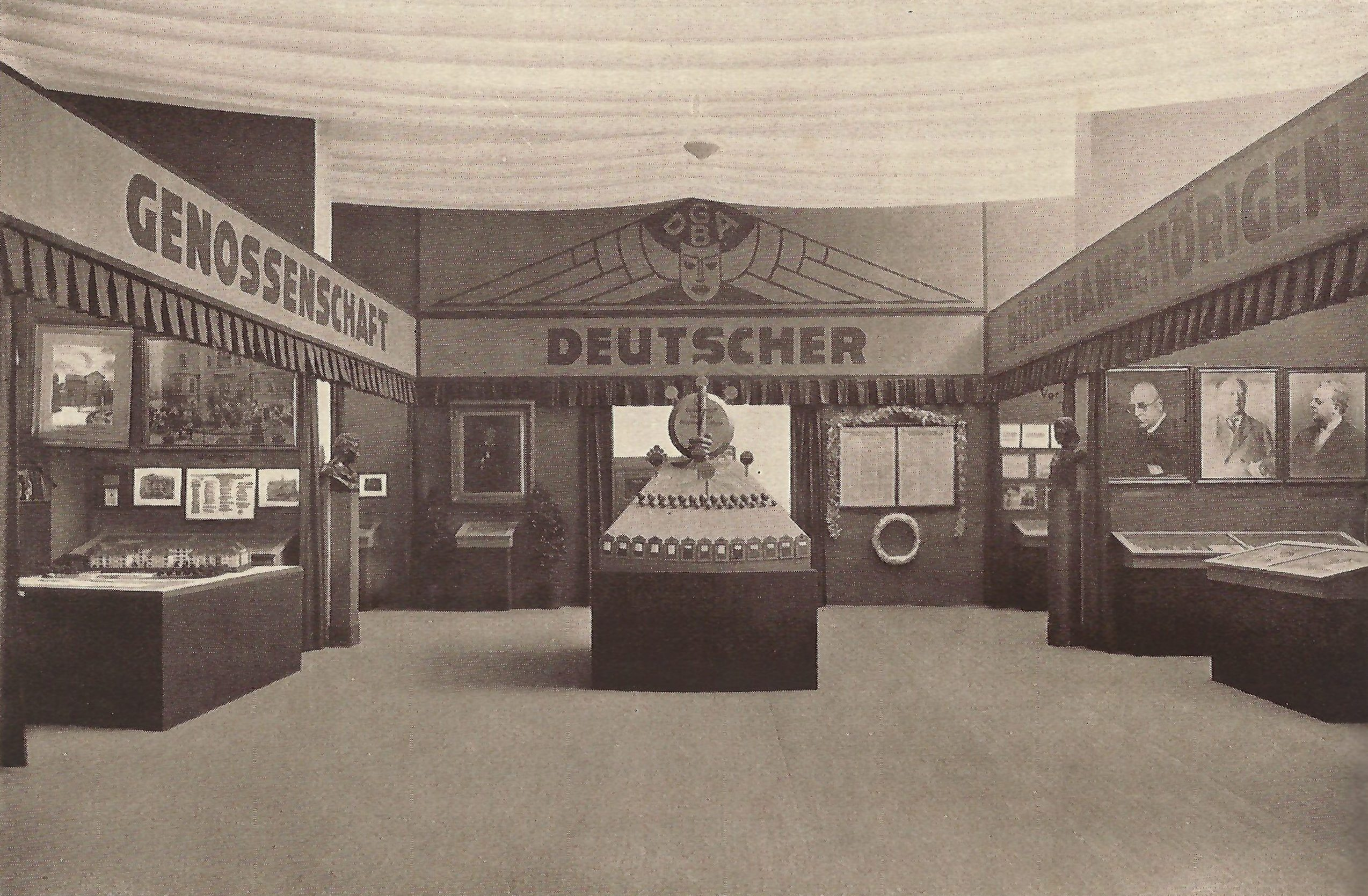
Ausstellungsräume der Genossenschaft Deutscher Bühnen-Angehöriger auf der Deutschen Theaterausstellung 1927 in Magdeburg

Am 14. März 1919 kam schließlich ein Tarifvertrag zustande, der mit Änderungen bis heute gültig ist. Nach der Machtergreifung der Nationalsozialisten 1933 wurde mit Theatergesetz vom 15. Mai 1934 stattdessen die Reichstheaterkammer geschaffen, in die der Bühnenverein und die verschiedenen Bühnengewerkschaften zwangsintegriert wurden. Dementsprechend wurde die GDBA im September 1935 zwangsaufgelöst.
Nach dem Zweiten Weltkrieg begann im Juni 1945 in Berlin auf Initiative Paul Wegeners ihr Wiederaufbau mit der Gründung der Kammer der Kunstschaffenden. Im Jahr 1946 fand in Weimar die erste Begegnung der inzwischen neu gegründeten Landesverbände statt.
1949 wurde die GDBA Mitglied der Gewerkschaft Kunst im DGB als eigenständiger Verband mit Satzungs- und Finanzhoheit.
Nachdem 1952 die Gewerkschaft Kunst innerhalb des FDGB gegründet worden war, hörte die GDBA als eigenständige Organisation in der DDR zu bestehen auf.
1984 sollte die GDBA als Mitglied der Gewerkschaft Kunst mit der IG Druck und Papier zur IG Medien – Druck und Papier, Publizistik und Kunst zusammengeschlossen werde. Da die GDBA damit nicht einverstanden war, beschloss sie am 8. März 1984 den Austritt aus dem DGB und trat 1985 der Deutschen-Angestellten Gewerkschaft bei.
Erst nach der Wende 1989 traf man sich wieder zu einer gesamtdeutschen Tagung.
Am 18. März 2025 rief die GDBA ihre Mitglieder erstmals zu einer bundesweiten Arbeitsniederlegung auf. An über 100 deutschen Theatern versammelten sich die Lokalverbände zu einem 30-minütigem Warnstreik vor ihren Theatern.

## Jahrbücher
Die GDBA war Herausgeberin von Jahrbüchern, die umfangreiche Verzeichnisse, Register und Statistiken zu Bühnen, Personen und Aufführungen boten und jetzt eine wichtige Datenquelle und historische Dokumentation für die deutschsprachige Theaterszene sind:
- 1873–1889: Ernst Gettkes Bühnen-Almanach
- 1890–1914: Neuer Theater-Almanach
- 1915–2022: Deutsches Bühnen-Jahrbuch (2022 eingestellt)[6]

## Leistungen
Die GDBA gewährt ihren Mitgliedern kostenlosen Rechtsschutz und Beratung in allen Berufsfragen. Sie fördert die Entwicklung der Altersversorgung in der Versorgungsanstalt der deutschen Bühnen und vertritt die Berufsangelegenheiten der Bühnenangehörigen gegenüber der Öffentlichkeit, den Ländern und Kommunen, wie auch dem Bund.
Die GDBA unterhält Beziehungen zu in- und ausländischen Berufsorganisationen:
- Sie gehört dem Deutschen Kulturrat e. V. – Sektion Rat für darstellende Kunst und Tanz an;
- sie fördert im Fonds Darstellende Künste e. V. Projekte freier Gruppen;
- sie ist Mitglied in der Fédération Internationale des Acteurs (FIA) und über Kooperationsabkommen mit dem Schweizerischen Bühnenkünstlerverband SBKV, der britischen Equity, dem niederländischen Kunstenbond FNV und der American Guild of Musical Artists verbunden.

Tarifpolitik und Kulturpolitik sind die beiden Brennpunkte der Organisationstätigkeit. Wichtigster Bestandteil der Tarifpolitik der GDBA ist die Ausgestaltung der Arbeits- und Gagenbedingungen der Bühnenangehörigen.

## Präsidenten
- 1871–1872: Hugo Müller
- 1872–1879: Franz Betz
- 1880–1882: Carl Gustav Berndal
- 1882–1890: Franz Betz
- 1890–1892: Ernst Krause
- 1892–1895: Oscar Kessler
- 1895–1901: Hermann Nissen
- 1901–1908: Max Pohl
- 1908–1914: Hermann Nissen
- 1914–1927: Gustav Rickelt
- 1927–1932: Carl Wallauer
- 1932–1933: Erich Otto
- 1933–1945: kein Präsident, da durch die Nationalsozialisten zerschlagen
- 1945–1950: Erich Otto
- 1951–1972: Heinrich Wüllner (hauptamtlich)
- 1951–1963: John Gläser (ehrenamtlich)
- 1963–1972: Wolfgang Windgassen (ehrenamtlich)
- 1972–2009: Hans Herdlein
- 2009–2013: Hans-Christoph Kliebes
- 2013–2021: Jörg Löwer
- seit 2021: Lisa Jopt

## Ehrenmitglieder
- Albert Bassermann[7]
- Gustl Bayrhammer[8]
- Hans Herdlein[8]
- Carl von Ledebur[9]
- Emil Lind[7]
- Bernhard Riepenhausen[8]
- Eduard von Winterstein[7]
- Heinrich Wüllner[8]